# Franz Dittrich (Mediziner)

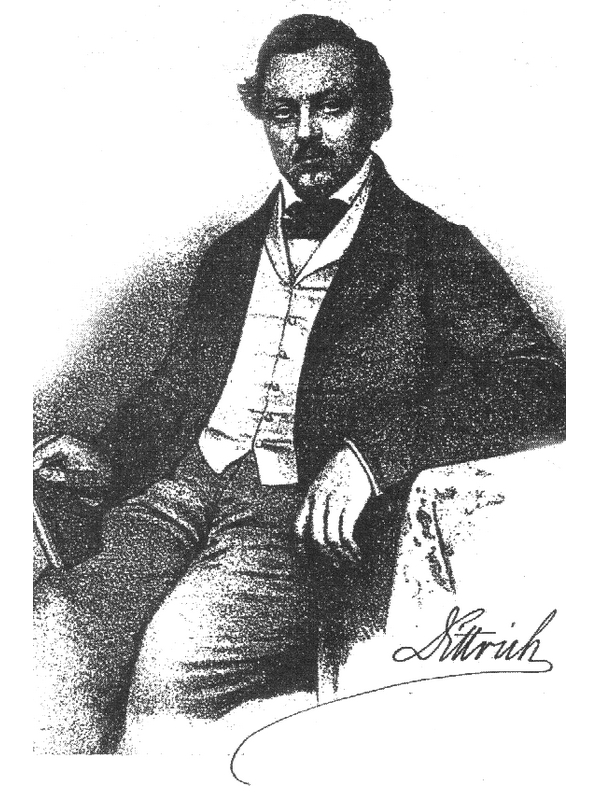
Franz Dittrich

Franz Dittrich, ab 1855 Ritter von Dittrich, (* 16. Oktober  1815 in Nixdorf, Königreich Böhmen; † 29. August 1859 ebenda) war ein deutscher Mediziner, Professor der Medizin in Erlangen und Naturforscher.

## Leben
Franz Dittrich, Sohn des Kaufmanns Jakob Dittrich und seiner Frau Maria Anna (geborene Kreibich), besuchte das Gymnasium in Leitmeritz und studierte an der Karls-Universität Prag Medizin bei dem Anatomen Joseph Hyrtl. Nach seiner Promotion zum Doktor der Medizin 1841, einem Studienjahr an der Universität Wien und einer weiteren Promotion zum Doktor der Chirurgie 1842 arbeitete er als Assistenzarzt bei dem Gynäkologen Franz Kiwisch von Rotterau am k.k. Allgemeinen Krankenhaus zu Prag, dem Krankenhaus der Karls-Universität.  1844 übernahm er die Aufgabe als Prosektor am Pathologisch-anatomischen Institut.
Nach dem Wechsel von Anton Dlauhy an die Universität Wien vertrat Dittrich ab 1848 den Lehrstuhl für Pathologische Anatomie, ehe er 1850 einen Ruf an die Universität Erlangen als ordentlicher Professor für Therapie und Innere Klinik annahm. 1854 übernahm er die Leitung des Universitätskrankenhauses. Er zielte darauf ab, akademischen Lehre und klinische Praxis auf die Grundlagen der pathologischen Anatomie zu stellen und war damit einer der wesentlichen Protagonisten zur Durchsetzung der naturwissenschaftlichen Methodik in der Medizinischen Fakultät der Universität Erlangen. Als bedeutender Mediziner erhielt er zahlreiche Rufe anderer Universitäten, etwa Würzburg, Jena, Heidelberg oder Prag, die er ablehnte. Gesundheitlich ab 1856 beeinträchtigt, zog er sich 1858 von seinen universitären Aufgaben zurück und starb ein Jahr darauf in seinem Geburtsort.

## Auszeichnungen
Franz Dittrich wurde am 15. Oktober 1850 unter der Matrikel-Nr. 1607 mit dem akademischen Beinamen Canstatt in der Sektion Medizin zum Mitglied der Deutschen Akademie der Naturforscher Leopoldina gewählt. 1852 erhielt er den Verdienstorden vom Heiligen Michael III. Klasse. Mit der Verleihung des Verdienstordens der Bayerischen Krone 1855 wurde Dittrich in den persönlichen Adelsstand erhoben. Die Stadt Erlangen ernannte ihn 1856 zum Ehrenbürger.

## Schriften
- Ueber den Laennec'schen Lungen-Infarktus und sein Verhältnis zur Erkrankung der Lungenarterie. Programm zum Eintritt in die Medizinische Fakultät der Friedrich-Alexanders-Universität zu Erlangen. Blaesing, Erlangen 1850.
- Ueber Lungenbrand in Folge von Bronchialerweiterung. Programm zum Eintritt in den Königlichen Academischen Senat der Friedrich-Alexanders-Universität zu Erlangen. Blaesing, Erlangen 1850.